# Eduard Muret

Eduard Muret in: Mitteilungen des Vereins für die Geschichte Berlins, 1904, S. 105

Gustav Eduard Theodor Muret (eigentlich Gustave Édouard Théodore; [myˈʁɛ]; * 31. August 1833 in Berlin; † 1. Juli 1904 in Groß-Lichterfelde bei Berlin) war ein deutscher Lexikograph und Historiker sowie Gymnasiallehrer für Englisch und Französisch.

## Leben
Eduard Muret kam als Sohn des Futteralmachers und Galanteriewarenhändlers Salomon Muret und dessen zweiter Ehefrau, einer geborenen Kraatz zur Welt. Seine Mutter verstarb früh, und Eduard wurde an der École de Charité erzogen. Die Familie stammte von Waldensern ab, die sich in die Alpentäler von Piemont zurückzogen und dann in Württemberg niederließen. Sein Urgroßvater Etienne Muret war von Stuttgart nach Berlin übersiedelt, wo sein Großvater Paul Isaac Muret (1756–1814) als Uhrmacher tätig war.
Nach dem Besuch des Französischen Gymnasiums studierte Muret von 1855 bis 1858 an der Berliner Friedrich-Wilhelms-Universität Naturwissenschaften, weshalb er 1860 die Staatsprüfung in Mathematik und Physik mit dem Nebenfach Französisch ablegte. In Halle wurde er 1860 mit einer Dissertation mit dem Titel De superficiae fluidorum promoviert. Um sein Studium zu finanzieren, gab er Sprachunterricht und wandte sich unter Einfluss von Ludwig Herrig dem neuphilologischen Studium, insbesondere dem Englischen zu. Er trat der 1859 gegründeten Berliner Gesellschaft für das Studium der Neueren Sprachen und Literaturen bei und fand Aufnahme im Seminar zur Ausbildung von Lehrern der neuern Sprachen. Erst als Lehrer erwarb er 1867 die Fakultas für die Fächer Französisch und Englisch.
1861 heiratete er Johanna, geb. Richter. Ihre Kinder waren Margaretha Marie Gertrude Jenny (* 8. Oktober 1865), Jenny Minette (* 17. April 1883), Eduard Eugen Alfred (* 27. Juli 1889), der Elektrotechniker wurde, und Willy Henri Felix (* 15. Juni 1874), der 1897 eine Eisenwarenhandlung eröffnete.
Nachdem er ein Probejahr als Lehrer am Berliner Friedrichs-Gymnasium absolviert hatte, ging er als ordentlicher Lehrer an die Realschule in Culm. Im März 1862 wurde er als Lehrer am Städtischen Gymnasium in Spandau eingestellt. 1866 wurde er ordentlicher Lehrer an der 1838 gegründeten Ersten Städtischen höheren Töchterschule (Louisenschule) in Berlin unter Direktion von Eduard Maetzner, wo er im Dezember 1873 zum Oberlehrer befördert wurde. 1888 erhielt er die Berechtigung, den Professorentitel zu tragen. Ein Augenleiden zwang ihn, vorzeitig in den Ruhestand zu treten.

## Herausgabe des englisch-deutschen Wörterbuchs

Eduard Muret auf einer Sammelmarke der Langenscheidt-Verlagsbuchhandlung für sein Wörterbuch

Von 1868 bis 1890 arbeitete Muret an der Herausgabe des englisch-deutschen Wörterbuch, das im Verlag von Gustav Langenscheidt erschien und als der große Muret-Sanders bekannt wurde. Es bezieht sich auf den von Daniel Sanders angelegten deutschsprachigen Thesaurus und galt viele Jahrzehnte lang als das bedeutendste enzyklopädische Wörterbuch der englischen Sprache. Über elf Jahre leitete Muret die Korrektur und Drucklegung des Werkes, das er 1889, als das Century Dictionary von William Dwight Whitney und Benjamin Eli Smith sowie die ersten Lieferungen von Murray’s New English Dictionary erschienen waren, noch einmal grundlegend überarbeiten musste.
Von 1890 bis 1901 erschien das Werk dann in der Langenscheidt’schen Verlagsbuchhandlung. Auch außerhalb dieser Arbeit beschäftigte sich Muret mit lexikographischen Fragen, beispielsweise in einem Schulprogramm der Luisenschule (Die Bezeichnung der englischen Aussprache, Berlin 1888) und in mehreren Abhandlungen im Archiv für das Studium der neueren Sprachen und Literaturen mit der französischen Orthographie in Bezug auf das Dictionnaire de la langue française von Émile Littré.

## Historiker der französisch-reformierten Gemeinde

Vorsatzblatt zur Schulausgabe des Muret-Sanders von 1903

Eduard Muret engagierte sich für die französisch-reformierte Gemeinde in Berlin. Von 1874 bis 1876 redigiert er die Zeitschrift Die Kolonie. Organ für die äußeren und inneren Angelegenheiten der französisch-reformirten Gemeinden und nahm an dem neu gegründeten Nachfolgeblatt Die Französische Kolonie. Zeitschrift für Vergangenheit und Gegenwart der französisch-reformierten Gemeinden Deutschlands als Autor teil. Er war Vorstandsmitglied des Berliner Vereins „Réunion française“ sowie des Vereins für die Geschichte Berlins, außerdem wählte man ihn in den wissenschaftlichen Beirat des Märkischen Provinzial-Museums.
Im Auftrag des Konsistoriums der französischen Gemeinde in Berlin schrieb er zum 200. Jubiläum eine Festschrift, die nicht in den Buchhandel kam.
Eduard Muret starb nach langem, schweren Leiden am 1. Juli 1904 mittags um 12.30 Uhr in Lichterfelde. Er wurde auf dem Französischen Kirchhof an der Liesenstraße begraben. Sein Grabmal wurde durch den Bau der deutsch-deutschen Grenzanlagen zerstört. Aus seinem Nachlass gelangte zumindest ein Teil seiner Bibliothek an den Verein für die Geschichte Berlins.

## Ehrungen
- 1892 erhielt Eduard Muret vom Verein für die Geschichte Berlins e. V. die Fidicin-Medaille.
- 1898 wurde Muret Ehrenmitglied des Vereins.[10]
- 1899 wurde ihm anlässlich seiner Pensionierung der Rote Adler-Orden vierter Klasse verliehen.[11]

## Werke

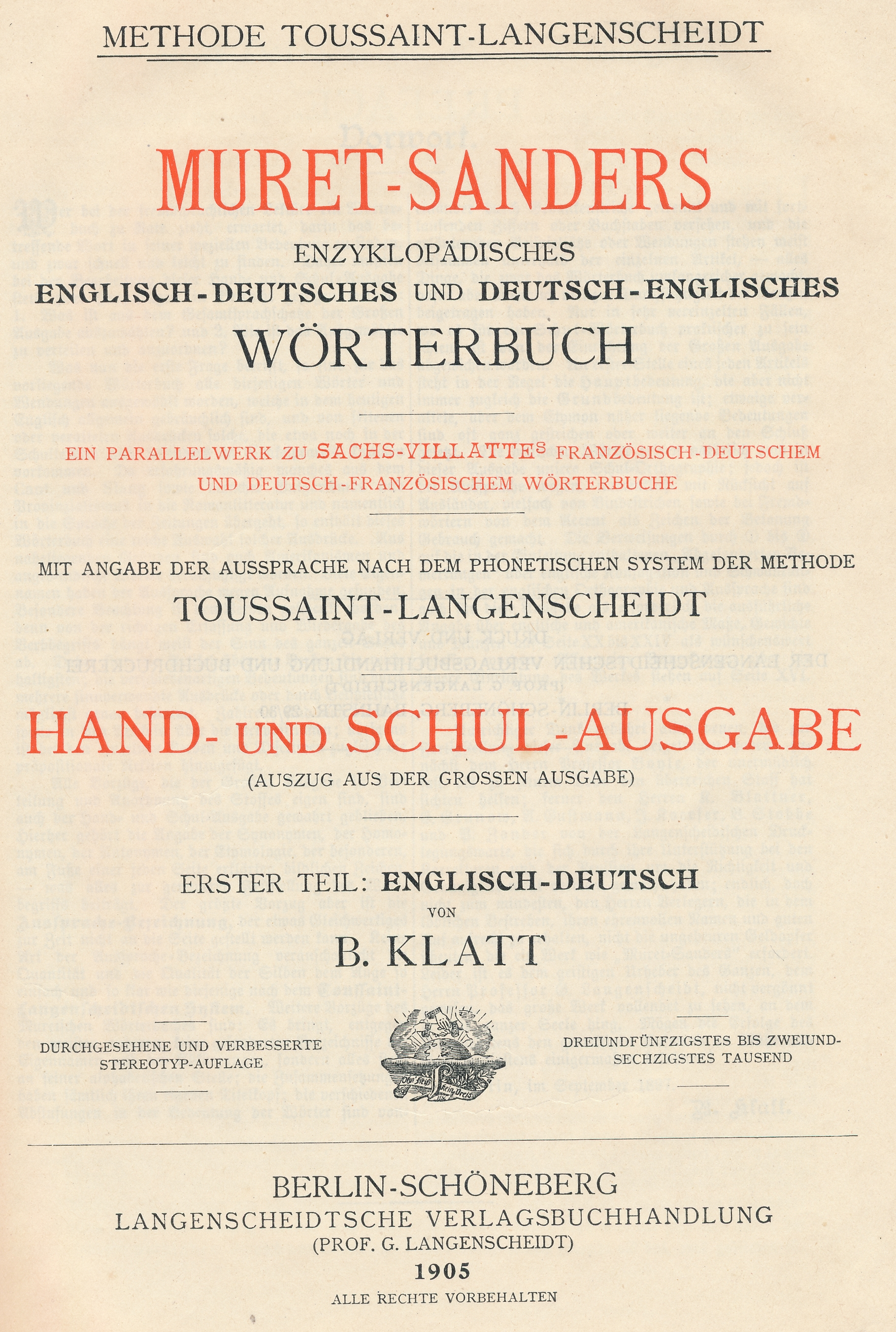
Titelseite des enzyklopädischen englisch-deutschen und deutsch-englischen Wörterbuchs Muret-Sanders, Hand- und Schul-Ausgabe von 1905

- Geschichte der Ersten städtischen höheren Töchterschule, der Berliner Luisen-Schule. Festschrift zur Feier des 50jährigen Bestehens dieser Anstalt, Berlin 1888.
- Geschichte des Kinderhospiz der französisch-reformierten Gemeinde in Berlin, Friedrichstr. 129. Festschrift zur Feier des 50jährigen Bestehens dieser Anstalt, Otto von Holten, Berlin 1894.
- Geschichte der Französisch-reformierten Gemeinden in Brandenburg-Preußen, unter besonderer Berücksichtigung der Berliner Gemeinde. Aus Veranlassung der zweihundertjährigen Jubelfeier am 29. Oktober 1885, Büxenstein, Berlin 1885 (Digitalisat); (Digitalisat)
- Muret-Sanders encyklopädisches englisch-deutsches und deutsch-englisches Wörterbuch. 2 Teile in 4 Bänden. Langenscheidt, Berlin-Schöneberg 1890 ff. (zahlreiche Auflagen, Nebenausgaben und Formate).
- Lebensbilder einiger Refugiés aus der Zeit der Einwanderung nach ihren eigenen Aufzeichnungen mitgetheilt von Prof. Dr. Muret. Sonderabdruck aus der Zeitschrift Die Französische Kolonie, Berlin 1891.
- Notwörterbuch der englischen und deutschen Sprache für Reise, Lektüre und Konversation. 4 Teile. Langenscheidt, Berlin 1893 ff.